# 스네이크 아이 (1993년 영화)
스네이크 아이(Dangerous Game)는 미국에서 제작된 아벨 페라라 감독의 1993년 드라마 영화이다. 하비 케이틀 등이 주연으로 출연하였고 메리 케인 등이 제작에 참여하였다.

## 출연

### 주연
- 하비 케이틀
- 마돈나
- 제임스 루소

### 조연
- 낸시 페라라
- 레일리 머피
- 빅터 아고
- 레너드 L. 토머스
- 크리스티나 풀톤
- 헤더 브래큰
- 글렌 플러머
- 로리 이스트사이드
- 존 스나이더
- 딜란 헌들리
- 줄리 팝
- 릴리 바샤
- 안소니 레드먼
- 랜디 사부사와
- 멜린다 에쉘먼
- 빌 포프
- 제임스 피츠제럴드
- 리차드 벨저
- 애니 맥엔로
- 스티브 앨버트

## 제작진
- 미술: 알렉스 타불레리스
- 의상: 말린 스튜어트